# Криско
Кристиан Радославов Талев, по-известен като Криско, е популярен български певец, музикален продуцент и автор на песни.

## Биография
Кристиан Талев е роден на 11 май 1988 г. в град София, но израства в Габрово, в семейство на музиканти.
Още като дете участва в музикални телевизионни предавания, а от 2005 година започва да пише песни. Учи тонрежисура и от 2008 година работни като тонрежисьор в „Радио 1“. През 2009 година започва да си сътрудничи със Спенс като музикален продуцент и изпълнител, а след това издава песента „Луди нощи (Party Animal)“ с Елица Тодорова.
През 2015 и 2017 година е част от журито на X Factor.[източник? (Поискан преди 19 дни)]
През 2017 година издава „Лош или добър“ и Bazooka, като и двата видеоклипа стават най-гледаните за YouTube България през месец март и месец юни. Има собствена продуцентска къща Adamand.
През 2017 година на пазара излиза неговата автобиографична книга, озаглавена „Пътят нагоре“.
През 2018 г. е издадена песента „Гледай как се прави“, в която Криско си партнира със Слави Трифонов. Песента се превръща в най-гледаната песен на Криско в музикалната платформа YouTube, с над 50 милиона гледания. 
От 2016 година има връзка с танцьорката Цветелина Петрова. На 21 септември 2019 се ражда първородната им дъщеря Амая.
През 2020 г. издава две песни с попфолк певицата Галена: „Красиви лъжи“ и „Кавала кючек“.
През 2020 г. участва и във втори сезон на „Маскираният певец“ като гост-панелист на шоуто. В началото на епизода се крие под костюма на Бебето (единственият отпаднал костюм, който за първи път се връща, и то като гост-панелист).
През 2021 г. става баща за втори път, издава третата си обща песен с Галена, озаглавена „Тръпката“, както и песента „Грешна си“ заедно с Тони Стораро.
През 2023 г. е издаден неговия първи студиен албум „Хамелеон“, включващ 10 песни.
На 1 март и 2 март 2025 г. Криско изнесе своя първи концерт в „Арена София“, с който отбележи 18 години на сцената.

## Дискография
- Хамелеон (2023)